# Jean Dasté
Jean Dasté – francuski aktor i reżyser teatralny. Na dużym ekranie zadebiutował w 1932 w filmie Jean Renoir'a „Boudou z wód uratowany”. W 1947 roku został dyrektorem teatru Comedie de St.-Etienne.

## Filmografia
- Boudou z wód uratowany (1932)
- Pała ze sprawowania (1933)
- Atlanta (1934)
- Towarzysze broni (1937)
- S.O.S. (1941)
- Niebo nad głową (1965)
- Wojna się skończyła (1966)
- Dzikie dziecko (1970)
- Mały Marcel (1976)
- Ciało mojego wroga (1976)
- Mężczyzna, który kochał kobiety (1977)
- Zielony pokój (1978)
- Tydzień wakacji (1980)
- Wujaszek z Ameryki (1980)
- Białe małżeństwo (1989)